# Sebastes zonatus
Sebastes zonatus is een straalvinnige vissensoort uit de familie van schorpioenvissen (Sebastidae). De wetenschappelijke naam van de soort is voor het eerst geldig gepubliceerd in 1976 door Chen & Barsukov.